# Muadamiyat al-Qalamoun
Muadamiyat al-Qalamoun (tiếng Ả Rập: معضمية القلمون) là một thị trấn của Syria ở huyện Al-Qutayfah thuộc tỉnh Rif Dimashq. Theo Cục Thống kê Trung ương Syria (CBS), Muadamiyat al-Qalamoun có dân số 14.228 trong cuộc điều tra dân số năm 2004. Cư dân của nó chủ yếu là người Hồi giáo Sunni.